# Dub letní V hrobech
Dub letní V hrobech je památný strom, který roste v Praze 4-Kamýku na jižním okraji lesa v lokalitě přírodní památky V hrobech. Poblíž je čistička odpadních vod a oplocený školní areál, okolo nějž vede asfaltová cesta. Dub je považován za hraniční strom.

## Parametry stromu
- Výška (m): 18,0
- Obvod (cm): 346
- Ochranné pásmo: vyhlášené – kruh o poloměru 11 m
- Datum prvního vyhlášení: 10.11.2006[1][2]
- Odhadované stáří: 185 let (k roku 2016)[3]

## Popis
Dub má rozložitou korunu a mohutný kmen, který se ostře naklání nad cestu. Kmen se dělí na dvě větve – jedna větev pokračuje ve směru náklonu a druhá roste vzhůru. Na kmeni je patrné odstranění jedné kosterní větve.
Zdravotní stav stromu je dobrý. Roku 2010 vznikl kolem něj dřevěný plůtek.

## Historie
Dub byl vysazen kolem roku 1830 a až do roku 1900 měl kolem sebe holé stráně obecního pozemku. Toho roku zde došlo k výsadbě lesa sazenicemi akátů. borovic a bříz vypěstovaných v obecní školce V Potočkách. S výsadbou se pokračovalo roku 1912, kdy nové sazenice dodal Okrašlovací a zalesňovací spolek v Praze. Nový lesní komplex dostal jméno „Hořejší Borový“.

## Památné stromy v okolí
- Dub v lesním porostu Kamýk